# Art Blakey’s Jazz Messengers with Thelonious Monk
Art Blakey’s Jazz Messengers with Thelonious Monk ist ein Album von Art Blakey mit Thelonious Monk. Die Aufnahmen, die im New York am 14. und 15. Mai 1957 entstanden waren, erschienen 1958 als Langspielplatte bei Atlantic Records und 1999 in um drei Titel erweiterter Form 1996 als Compact Disc bei Riverside Records.

## Hintergrund
Während des letzten Jahrzehnts hatte Blakey Monk bei Aufnahmersitzungen für Blue Note und Riverside Records bei verschiedenen Gelegenheiten unterstützt. Monk erwiderte den Gefallen bei dieser einmaligen Sitzung für Atlantic Records. Blakey stand kurz vor dem Beginn eines langfristigen Vertrags mit Blue Note. Einen Monat nach diesen Aufnahmen würde Monk sein Sommer- und Herbst-Engagement am Five Spot am Cooper Square beginnen, nachdem er seine Kabarettkarte wiedererlangt hatte, ohne die er in den wichtigen New Yorker Clubs (denen im New Yorker Stadtteil Manhattan) nicht spielen durfte. Atlantic veröffentlichte dieses Album über ein Jahr nach seiner Aufnahme.
Die Entdeckung alternativer Takes von Evidence, Blue Monk und I Mean You erweiterte die Neuauflagen des Albums um 20 Minuten.

## Titelliste

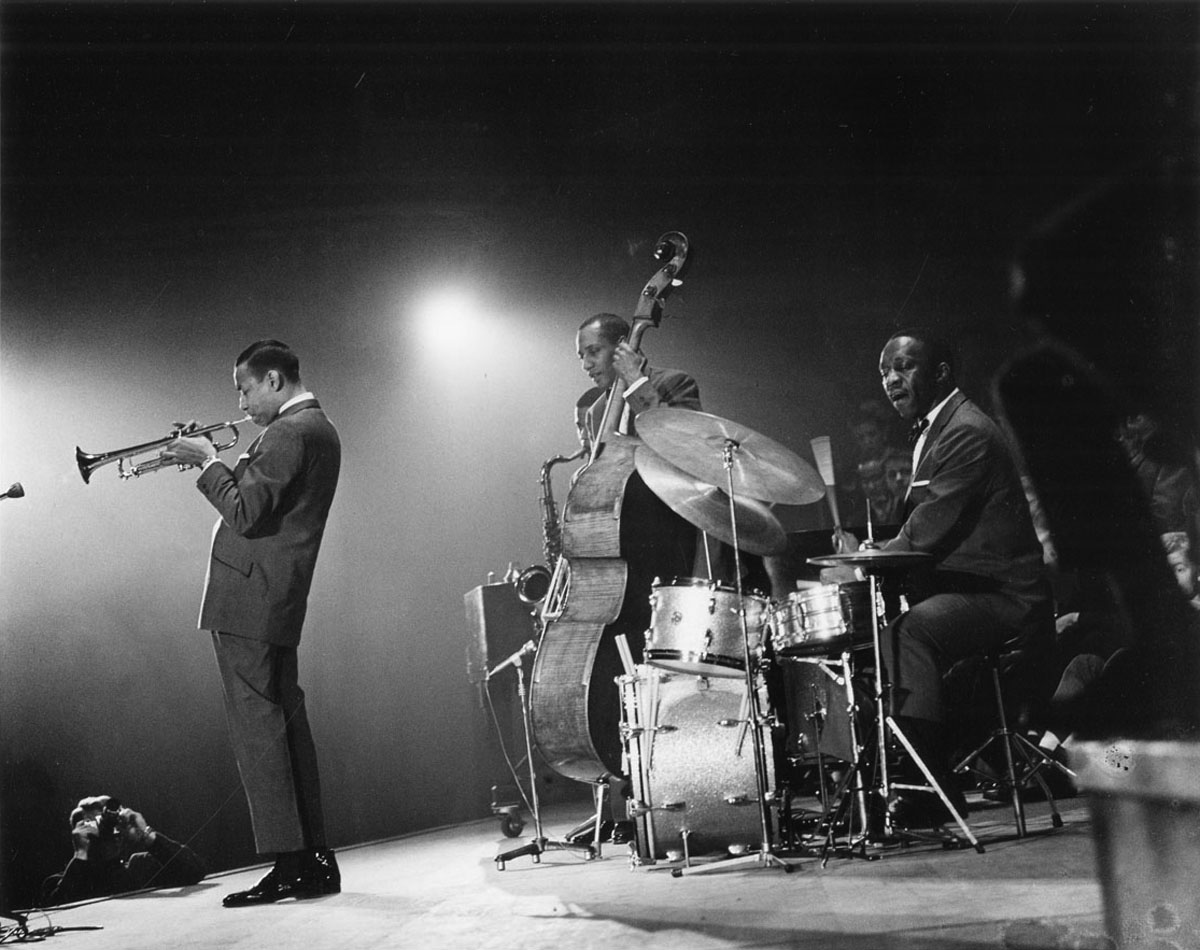
Art Blakey bei einem Konzert im Concertgebouw am 17. Dezember 1960 mit Lee Morgan und Jymie Merritt. Foto: Ben van Meerendonk

- Art Blakey’s Jazz Messengers with Thelonious Monk (Atlantic 1278)

A1  Evidence (Monk) 6:42

A2  In Walked Bud (Monk) 6:38

A3  Blue Monk (Monk) 7:49
B1  I Mean You (Monk) 7:58

B2  Rhythm-A-Ning (Monk) 7:16

B3  Purple Shades (Johnny Griffin) 7:39

## Rezeption
Lindsay Planer meinte in AllMusic, „Beide Co-Leader sind mit aufschlussreichen Interpretationen von fast einem halben Dutzend inspirierter Performances aus dieser Inkarnation der von Blakey geleiteten Jazz Messengers auf dem Höhepunkt ihrer jeweiligen Fähigkeiten.“
Doug Ramsey schrieb in JazzTimes (1999) zur erweiterten Neuauflage des Albums: „Ob in neuen oder alten Versionen, Monks Soli hier gehören zu den lebendigsten aufgezeichneten Beispielen seines perfekten Zeitspiels und seines Ansatzes, die Lücken beim Solo zu füllen. Seine drei Refrains zu ‚In Walked Bud‘ sind eine Fallstudie zur thematischen Improvisation. Jeder, der glaubt, dass polyrhythmisches Trommeln mit Elvin Jones begann, sollte sich während dieses Solos auf Blakeys zurückhaltendes Zeitspiel hinter Monk konzentrieren. Der Tenorsaxophonist Johnny Griffin ist durchweg hervorragend. Bassist Spanky DeBrest ist ein Modell für robuste Zeitmessung und in ‚Blue Monk‘ ein guter Solist. Dies war eine schöne und unterschätzte Ausgabe der Messengers.“
Nach Ansicht von Thomas Fitterling ist Monk hier mehr als Sideman. Bis auf Johnny Griffins mittelschnellen, traditionellen Blues „Purple Shades“ stammten alle Titel von Monk, der auch der eigentliche Hauptsolist der Platte sei. „Wenn dennoch keine so richtige Monk-Platte entstand,“ meinte Fitterling, „liegt das vor allem daran, daß außer Leader Blakey die übrigen »Jazz Messengers« nicht ganz so mit der Musik Monks vertraut sind; dies gilt insbesondere für Bill Hardman und Spanky DeBrest.“